# McGinleys Corner
 (mars 2023).
Si vous disposez d'ouvrages ou d'articles de référence ou si vous connaissez des sites web de qualité traitant du thème abordé ici, merci de compléter l'article en donnant les références utiles à sa vérifiabilité et en les liant à la section « Notes et références ».
McGinleys Corner est un quartier du village canadien de Memramcook, au Nouveau-Brunswick. Il est situé sur les Grandes Buttes. Il faisait autrefois partie du DSL de La Hêtrière-McGinleys Corner.